# کاکتوس اسپرینگز، شهرستان کلارک، نوادا
کاکتوس اسپرینگز (به انگلیسی: Cactus Springs) یک منطقهٔ مسکونی در ایالات متحده آمریکا است که در شهرستان کلارک، نوادا واقع شده‌است.